# Volumen Prohibido
Volumen Prohibido (Volumen ProIIIbido) è il terzo album in studio del gruppo musicale messicano Cartel de Santa.

## Tracce
1. Mira Quien Vuelve al 100 - 2:52
2. Cheka Wey (ft. Mery Dee) - 3:14
3. La Ranfla Del Cartel - 3:38
4. Dejaré Caer - 3:46
5. Hey Si Me Ven - 3:43
6. México Lindo y Bandido - 3:09
7. 2 Mujeres En Mi Cama - 3:43
8. Si Son Bien Jotos - 5:18
9. Yo Me La Perez Prado - 3:03
10. Conexión Vieja Escuela (ft. Sinful) - 3:55
11. Subele a La Greibol - 3:42
12. Ahora Si Voy A Lokear - 5:19